# (34602) 2000 TO57
2000 TO57 (asteroide 34602) é um asteroide da cintura principal. Possui uma excentricidade de 0.07656840 e uma inclinação de 11.56546º.
Este asteroide foi descoberto no dia 2 de outubro de 2000 por LONEOS em Anderson Mesa.